# Manfred Bieler
Manfred Bieler (Zerbst, 3 luglio 1934 – Monaco di Baviera, 23 aprile 2002) è stato uno scrittore tedesco.

## Biografia
Si fece conoscere con alcune commedie radiofoniche che parodiavano la situazione politico-sociale della Germania Est ed esordì letterariamente nel 1963 con il fortunato romanzo Bonifazio ovvero il marinaio nella bottiglia (Bonifaz oder der Matrose in der Flasche).
In seguito allo stringersi delle maglie della censura sancito dall'undicesima assemblea plenaria del Partito Socialista Unificato di Germania, che sostanzialmente mise al bando ogni tentativo di ironizzare sul sistema politico, e dopo la censura del suo secondo romanzo Maria Morzeck o Il coniglio sono io (Maria Morzeck oder Das Kaninchen bin ich, pubblicato solo nel 1969) decise di emigrare in Cecoslovacchia. In seguito all'invasione sovietica del 1968, si spostò definitivamente in Germania Ovest, dove poté proseguire la sua carriera ottenendo particolare successo con il best seller La guerra delle ragazze (Der Mädchenkrieg, 1975).